# Cladocolea intermedia
Cladocolea intermedia är en tvåhjärtbladig växtart som först beskrevs av Carlos Toledo Rizzini, och fick sitt nu gällande namn av Kuijt. Cladocolea intermedia ingår i släktet Cladocolea och familjen Loranthaceae. Inga underarter finns listade i Catalogue of Life.